# Autogara Bălți

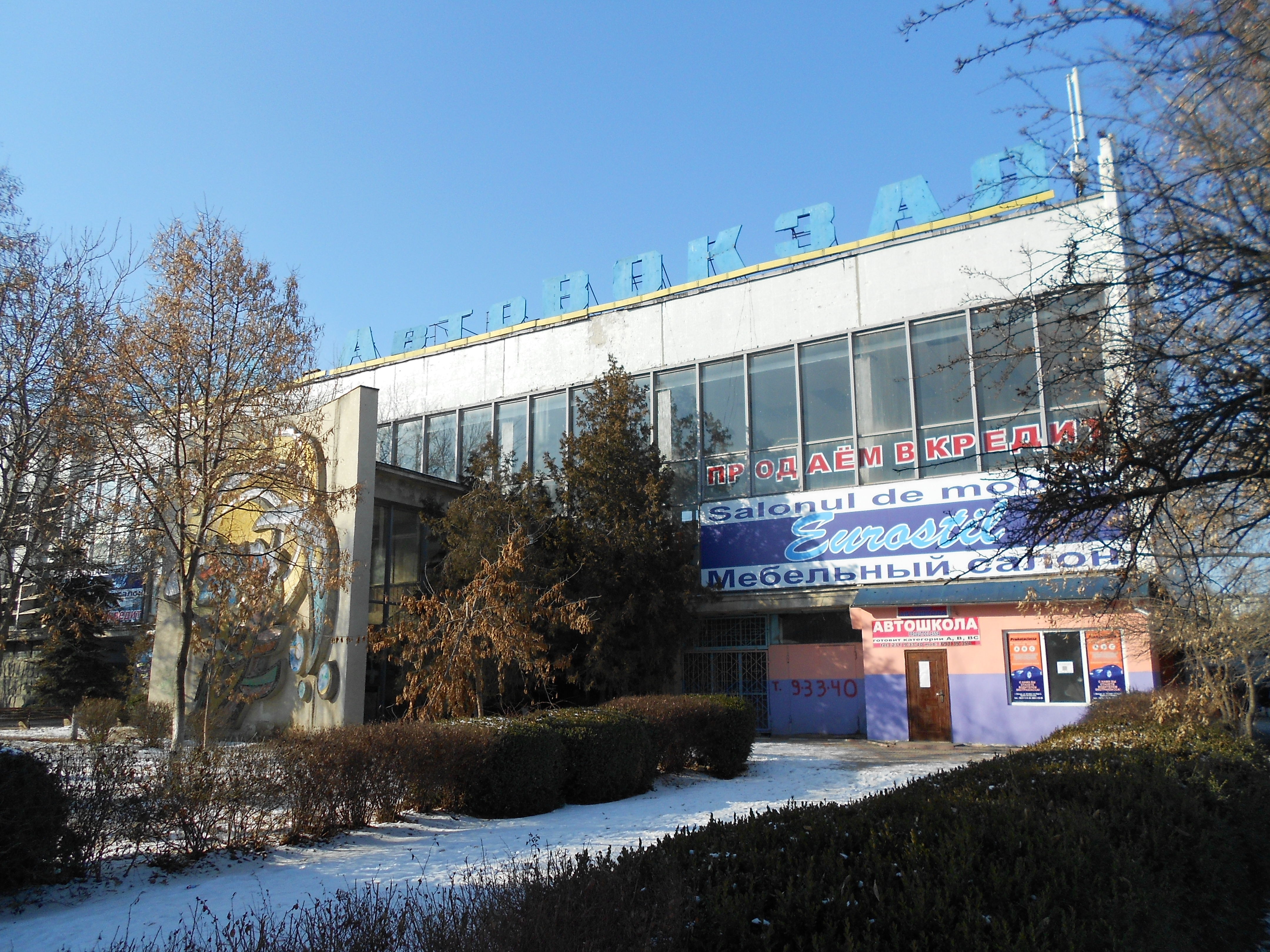
Autogara Bălţi

Autogara Bălți se află pe strada Ștefan cel Mare nr. 2, și activează din 1973. Până în vara anului 2006 a fost o întreprindere independentă. Apoi, s-a format Întreprinderea de Stat „Gările și Stațiile Auto” din Republica Moldova, filială a căruia a devenit și Autogara Bălți. Din 2007 toate autogările a fost înzestrată cu calculatoare și cu un program unic. În 2009 din Autogara Bălți zilnic erau efectuate 470 - 480 de curse în aproximativ 350 de localități ale republicii, deservind 3500 de pasageri. Din autogară se efectuează câteva rute internaționale în direcția: București, Iași, Suceava, Sibiu, Odesa, Hmelnițki, Cernăuți, Ismail, Reni, Moscova, Sankt-Petersburg, Voronej, Kiev. Pe timpul sezonului de vară se deschid rute adăugătoare spre Zatoca, Coblevo.